# 愛あいバス
愛あいバス（あいあいバス）は、かつて八尾市が運行していたコミュニティバス。運行は近鉄バス（八尾営業所）に委託していた。
2000年4月1日運行開始。利用率低迷等の理由から、2008年6月末をもって全てのルートが廃止された。

## 概要
2000年4月1日の運行開始当初は、市西部で中央環状線を挟んで大阪市平野区に食い込む形になっており、路線バスの空白地帯でもあった竹渕地域への1路線（のちの竹渕ルート）が開設された。
運行開始時は、近鉄バスの日野・リエッセ（ステップリフトバス）を使用していたが、2003年7月には小型ノンステップバスの日野・ポンチョ（初代）を導入し、路線数を拡大して全4路線となった。
その後、経路変更・運行本数の見直し等が行われたが、利用者の低迷などから2008年6月末には全路線が廃止された。

## 運賃・乗車券類
2008年6月末の廃止時の運賃制度は以下のとおり。
- 初乗りは大人200円で、距離に応じて220円、240円、270円と加算される。
- 指定停留所では、愛あいバス同士や近鉄路線バスとの乗り継ぎ運賃制度が施行されており、乗り継ぎ先の運賃が大人で50円割り引かれた。ただし、前述の竹渕ルートでは、JR久宝寺駅前での久宝寺線（JR八尾駅前・八尾市役所前・アリオ八尾方面行き）へ乗り継ぎする場合は通算運賃としていた。
- 近鉄バスの定期券や回数カード、スルッとKANSAIカード、Jスルーカードも利用できた。

## 路線
2008年6月末の廃止時点で、下記の4ルートが運行されていた。

### 竹渕ルート
2000年4月の運行開始当初から設定されたルートである。近鉄八尾駅から八尾市役所・JR八尾駅を経由し、竹渕地域を結ぶルートとして、年末年始を除き毎日6往復で運行開始された。
2004年5月に八尾市立病院の移転、及び久宝寺駅前交通広場（ロータリー）の完成に伴って経路を変更した。2005年11月には、近鉄バス久宝寺線との重複区間を廃止（近鉄八尾とJR久宝寺間、乗り継ぎ通算運賃化）とすることで経路を短縮。運行便数は19往復38便に増便する代わりに毎日運行をやめて、土・日・祝日（年末年始）を運休としたが、利用者数は大幅に減少してしまった。
廃止後、2016年7月にJR久宝寺駅から竹渕コミセン前を経て出戸駅までの路線を大阪バスが開設しており、事実上の復活となったものの、隘路が多い竹渕地区は通行規制の関係から停留所が1箇所だけしか設置されず、2019年に運行休止となった。
八尾市では、竹渕地域における新たな形の公共交通を再検討した。その結果、事前予約制の乗合タクシーの実証運行が2021年2月1日から開始されている。
経路
JR久宝寺駅前 - 八尾市立病院前 - 跡部本町 - 跡部 - 亀井町 - 竹渕コミセン前 - 竹渕第一公園前
- 当初、系統番号として100番が与えられていた。近鉄バスとしては珍しい3桁の系統番号でもあった。

### 北ルート
近鉄八尾駅と八尾市の北部を結ぶ環状線となっていた。右回り、左回りがあり、それぞれ1日6本設定されていた。
経路（一部停留所省略）
近鉄八尾駅前 - 穴太神社前 - 泉町 - 西郡 - 桂人権ふれあいセンター - 高砂住宅 - 青葉町 - 福栄町 - 上之島町 - 山本高校前 - 旭ヶ丘一丁目 - 近鉄八尾駅前

### 東ルート
JR志紀駅・近鉄河内山本駅を起点・終点とし、八尾市の東部（高安・恩智地域）を東高野街道に沿って縦断し、近隣の鉄道駅を結ぶルートである。2006年7月には、「南高安中学校前」「信貴乃橋東」「高安駅前」「金光学園前」の4停留所を廃止して経路をショートカット。運行便数は5往復10便から7往復14便に増便されたが、代わりに毎日運行から土・日・祝日（年末年始）は運休となった。
2006年9月1日からは東山本地区での公共下水道工事に伴いルート変更され、「高安中学校前」「東山本小学校前」「東山本町8丁目」「東山本町5丁目」を通るルートから、「上尾町」「上之島町」「山本小学校前」に迂回する（近鉄バスの一般路線と重なる）ルートとなっていた。
経路（一部停留所省略）
志紀駅東口 - 神宮寺一丁目 - 南高安コミセン前 - 恩智駅前 - 郡川 - 服部川駅前 - 歴史民俗資料館前 - 大竹南 - 上尾町 - 山本小学校前 - 山本駅前

### 中央ルート
近鉄八尾駅とJR志紀駅間を楠根川や青山通りを縫うように通って結んでいる。2004年10月1日に一部ルート変更され、八尾市立障害者総合福祉センターを経由するようになった。平日・土日とも7往復14便であった。
廃止後は経路の一部が重複していた近鉄バス志紀線が残されていたが、2017年4月1日をもって運行が休止。その後、両者の一部ルートをカバーする形で大阪バスの八尾志紀線が2019年9月23日に運行が開始されている。
経路（一部停留所省略）
近鉄八尾駅前 - 緑ヶ丘 - 旭ヶ丘一丁目 - 中河内府民センター - 総合体育館前 - 清掃庁舎前 - 南本町八丁目 -障害者総合福祉センター前 -  八尾木 - 曙川小学校前 - 志紀駅東口
| 愛あいバス停留所標識 左：竹渕ルートの一部に採用されていたタイプ 中：近鉄バス木製タイプを流用したもの 右：愛あいバス標準タイプの標識 |  | 愛あいバス停留所標識 左：竹渕ルートの一部に採用されていたタイプ 中：近鉄バス木製タイプを流用したもの 右：愛あいバス標準タイプの標識 |  | 愛あいバス停留所標識 左：竹渕ルートの一部に採用されていたタイプ 中：近鉄バス木製タイプを流用したもの 右：愛あいバス標準タイプの標識 |
| 愛あいバス停留所標識 左：竹渕ルートの一部に採用されていたタイプ 中：近鉄バス木製タイプを流用したもの 右：愛あいバス標準タイプの標識 |  | |  | |

## 車両

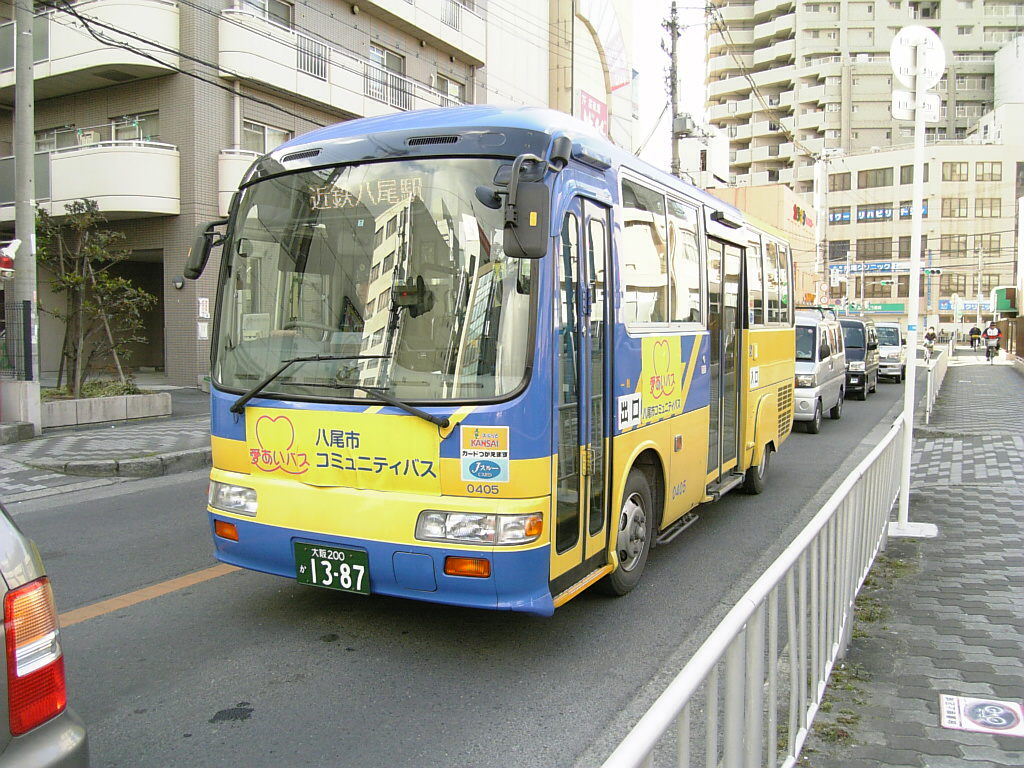
近鉄バス一般路線車による代走
日野・リエッセ
（北ルート、近鉄八尾駅付近）

2000年の運行開始当初は、近鉄バスの一般路線バスと同タイプで、専用塗装を施した小型車の日野・リエッセ（ステップリフトバス）を使用していた。
2003年に小型ノンステップバスの日野・ポンチョ（初代）（後扉スロープ対応）を導入した。ただし検査等で台数が不足した場合は、一般路線用のリエッセ（ステップリフトバス）が代走することがあった。